# Atletica Vomano
L'A.S.D. Atletica Vomano è una società sportiva di atletica leggera di Morro d'Oro (Teramo), fondata nel 1991 da Gabriele Di Giuseppe e Ferruccio D'Ambrosio, che nel 2010 si è laureata per la prima volta campione d'Italia di società.
Dal 2016 al 2017, a seguito della fusione con l'A.S.D. Atletica Gran Sasso Teramo, ha assunto la denominazione A.S.D. Atletica Vomano Gran Sasso.

## Palmarès

### Campionati italiani di società (maschile)
La formazione che ha vinto la finale scudetto a squadre (maschile) nel 2010 a Borgo Valsugana.
- 100 m piani: Fenocchio Massimiliano, Panza Alex.
- 200 m piani: Daniele Greco, Perrone Marco.
- 400 m piani: Perrone Marco, Magi Emanuele.
- 800 m piani: Carozza Fabiano, Malaccari Andrea.
- 1500 m piani: Obrubanskyy Maksym, Carozza Fabiano.
- 5000 m piani: Kiprotich Tanui Isack, Obrubanskyy Maksym.
- 3000 m siepi: Taleb Brahim, Kiprotich Tanui Isack.
- 110 m ostacoli: Crosio Mattia, Stefano Aceto.
- 400 m ostacoli: Capotosti Leonardo, Stefano Aceto.
- Salto in alto: Gianmarco Tamberi, Antonio Di Fonzo.
- Salto con l'asta: Giuseppe Gibilisco, Andreini Fulvio.
- Salto in lungo: Crosio Lorenzo, Borromei Roberto.
- Salto triplo: Bruno Leonardo Pasquale, Greco Daniele.
- Getto del peso: Pagani Jonathan, Carpene Andrea.
- Lancio del disco: Pagani Jonathan, Di Marco Nazzareno.
- Lancio del martello: Carpene Andrea.
- Lancio del giavellotto: Gianluca Tamberi
- Marcia 10000 m: Macchia Riccardo, D'onofrio Fortunato.
- Staffetta 4×100 m: Fenocchio Massimiliano - Panza Alex - Magi Emanuele - Greco Daniele.
- Staffetta 4×400 m: Magi Emanuele - Capotosti Leonardo - Panza Alex - Perrone Marco.
- Dirigente e coordinatore atleti: Gabriele Di Giuseppe

## Atleti più rappresentativi
- Giuseppe Gibilisco, salto con l'asta
- Daniele Greco, salto triplo
- Gianmarco Tamberi, salto in alto
- Gianluca Tamberi, lancio del giavellotto
- Leonardo Capotosti, 400 ostacoli

Va detto che gli atleti in forza alla società abruzzese possono comunque essere tesserati per un gruppo sportivo militare, in virtù del nuovo regolamento FIDAL.